# New Republic!/秋唄
『New Republic!/秋唄』（ニュー・リパブリック/あきうた）は、大江千里の通算37作目のシングルである。1998年10月21日にEPICソニーより発売された。

## 概要
前作『碧の蹉跌』以来5ヶ月ぶりのリリースで、1998年第3弾シングル。
大江にとっては20枚目のシングル『dear/million kiss』以来約8年ぶり2枚目の両A面シングルとなる。

## 収録曲
作詞・作曲・編曲：大江千里
1. New Republic! (3:33)
日本テレビ『からだ元気科』テーマ曲。
長らくアルバム未収録となっていたが、2022年に発売のシングルコレクションアルバム『Senri Oe Singles』でアルバム初収録となった[2]。
2. 秋唄 (4:49)
NHK『みんなのうた』放送曲で、同番組のために書かれた楽曲[3][4]。
ベスト・アルバム『2000 JOE』には、表記はないが冒頭に蝉の鳴き声が追加されたアルバムバージョンで収録されており[3]、シングル・バージョンは『GOLDEN☆BEST 大江千里』に収録された。
21stアルバム『Collective Scribble』にジャズ調のインストゥルメンタルとしてセルフカバーした音源が、「Akiuta」というタイトルで収録されている[5]。
3. New Republic! (インストゥルメンタル)
4. 秋唄 (インストゥルメンタル)

## 収録アルバム
New Republic!
- Senri Oe Singles

秋唄
- 2000 JOE（アルバム・バージョン）
- GOLDEN☆BEST 大江千里
- Collective Scribble（Akiuta）
- NHKみんなのうた 50 アニバーサリー・ベスト 〜大きな古時計〜
- NHKみんなのうたセレクション Bouquet ~Heartful Songs~
- NHKみんなのうた 60 アニバーサリー・ベスト 〜YELL〜